# Kristjan Fajt
Kristjan Fajt (Koper, 7 de mayo de 1982) es un ciclista esloveno.

## Biografía
En categoría junior, Kristjan Fajt fue 60.ª de los Campeonatos del mundo en Ruta en 2000.
En 2002, fue noveno en la carrera en línea en categoría sub-23 de los Campeonatos de Europa del 2002. En 2003, ganó el Giro de las Regiones y fue tercero en categoría sub-23 de la prueba en línea de los Campeonatos de Europa de 2002 por detrás de Giovanni Visconti y de Jérémy Roy.
En 2004, Kristjan Fajt debutó como profesional con el equipo Tenax, equipo italiano de la segunda división (GSII). Participó por primera vez en los Campeonatos del Mundo en categoría élite aunque tuvo que abandonar la prueba.
En 2006 se unió al equipo continental esloveno Radenska Powerbar. Se proclamó campeón de Eslovenia en contrarreloj en 2006 y ganó el Grand Prix Kooperativa en 2007.
En 2008 corrió con el equipo Perutnina Ptuj. Ganó una etapa de la The Paths of King Nikola y otra etapa de la Vuelta al Lago Qinghai, además fue segundo de la Schaal Sels en Bélgica. Fue 16.º en los Campeonatos del mundo en ruta de 2008 en Varese (Italia).
En 2009 fichó por el equipo Adria Mobil. En los Campeonatos del mundo en ruta de 2009, en Mendrisio (Suiza), acabó 54.º de la carrera en línea.

## Palmarés
| 2003 (como amateur) - Giro de las Regiones , más 1 etapa 2006 - Campeonato de Eslovenia Contrarreloj 2007 - Grand Prix Kooperativa 2008 - 1 etapa del The Paths of King Nikola - 1 etapa de la Vuelta al Lago Qinghai 2009 - 1 etapa del Istrian Spring Trophy | 2011 - Liubliana-Zagreb 2012 - Tour de Voivodina I 2013 - 3.º en el Campeonato de Eslovenia Contrarreloj 2014 - 3.º en el Campeonato de Eslovenia en Ruta 2015 - 2.º en el Campeonato de Eslovenia en Ruta |